# زاوه
زاوه، نام قدیمی تربت حیدریه و هم‌اکنون نام روستایی در دهستان زاوه بخش مرکزی شهرستان زاوه استان خراسان رضوی ایران است.
زاوه، نام کهن شهر تربت حیدریه، احتمالاً تا پیش از قرن نهم هجری بوده است، و از آن زمان به نام قطب‌الدین حیدر به تدریج تربت قطب‌الدین حیدر و بعدها تربت حیدری نام گرفت و سرانجام، به تربت حیدریه معروف شد.

## جمعیت
بر پایه سرشماری عمومی نفوس و مسکن در سال ۱۳۹۰ جمعیت این روستا ۱٬۸۰۹ نفر (در ۵۱۹ خانوار) بوده است.

## آب و هوا
تنوع آب و هوایی روستای زاوه متنوع است به نحوی که آب و هوای تابستانی آن تحت تأثیر اقلیم گرم و خشک کویری و آب و هوای زمستان آن تأثیر گرفته از سیکلون‌های هوای سرد است.

## اقتصاد
اقتصاد روستای زاوه بر مبنای کشاورزی و دامپروری است. محصولات اصلی این روستا زعفران و انگور است.
آب این روستا در قدیم از قناتی به نام قنات امرآباد تأمین می‌شده است.
همچنین فرت بافی و قالیبافی پیشه اکثر زنان این روستا بوده است که البته امروزه کمتر نشانی از این پیشه‌ها در روستای زاوه یافت می‌شود.

## تاریخ
بر اساس باورهای افسانه‌ای ایرانیان بنای زاوه یا زو که نام امروزی آن تربت حیدریه می‌باشد در دوره پیشدادیان شاهنامه فردوسی وجود داشته و در آن زمان در این دیار پادشاه زو یا زوتهماسب با تورانیان مبارزه کرد.
بر اساس مطالعات تاریخی، اولین نشانه‌های زیست انسانی در زاوه به دوران ماقبل تاریخ بازمی‌گردد. پس از آن نیز زاوه یکی از آبادی‌های پر رونق در قلمرو پارتیان بوده است. در صحت این ادعا می‌توان گفت که بر اساس تواریخ، زاوه یکی از مناطقی بوده است که مورد لشکر کشی اعراب قرار گرفته است، که این خود دلیل خوبی بر قدمت و وجوداین شهر پیش از اسلام است. پس از حمله مغول، این منطقه نیز از تاخت و تاز مغولان مستثنی نشد. اما به روایت آثار تاریخی، مردم این ناحیه مقاومت بسیاری در مقابل مغولان داشته‌اند. قتل‌عام مردم زاوه از اولین قتل‌عام‌های مغول در ایران بوده است و مردمان شجاع زاوه اولین کسانی بودند که در نیشابور علیه مغولان ایستادند. تحت تأثیر این واقعه بود که مجیرالملک رخی و ضیاء زوزنی از وزرای خراسانی که خود از برخاستگان همین منطقه بودند که پس از حمله مغولان و شکست از آنها همانند دیگر شهرهای ایران تسلیم شدند. موید ثابتی در کتابی به نام تاریخ نیشابور تصویری از زاوه در این دوران را اینچنین به دست داده است:
قبل از حمله مغول ولایت زاوه، مرکز حکومت نشین جلگه قرائی بوده است و نیز نخستین شهری بود که به دست مغولان ویران، و مردم آن قتل‌عام شده‌اند.
 طبق گفتهٔ یاقوت حموی تربت حیدریه یا همان زاوه یکی از آبادی‌های نیشابور بوده که از ۲۲۰ روستا تشکیل شده بود، یاقوت حموی زاوه را پیش از حمله مغول اینگونه توصیف کرده است:
زاوه بعد الواوالمفتوحه من رساتیق نیشابور، کورة من کورها مشتمل علی مأتین و عشرین قریه و قد حول من قراها الی الرخ و ربع الشامات و قصبتها، لبشیک.
 و نیز در کتبی مانند حدودالعالم، مرآت البلدان، حبیب السیر، اخبار افراد بشر از این ولایت به آبادانی و رونق یاده شده و در تمامی این کتب بر ویران ساختن آن به دست مغول مطالبی موجود است. همچنین در سال ۷۴۳ هجری در این منطقه جنگی میان دولت شیعه مذهب سربداران و دولت سنی آل کورت درگرفت. این نبرد از آن رو که تأثیر سیاسی و ایدئولوژیکی گسترده‌ای در منطقه شرق کشور داشته است از اهمیت خاصی برخوردار است. جرقه جنگ زاوه قتل شیخ حسن جوری بود. از آثار تاریخی زاوه می‌توان به خانه ملا عباس تربتی اشاره کرد.
همچنین بر اساس آمار بنیاد شهید انقلاب اسلامی ۱۳ تن از اهالی روستای زاوه در جنگ ایران و عراق کشته شده‌اند.

## وجه تسمیه
وجه تسمیه زاوه نامعلوم است. زاوه را به نام شهر زو نیز نامیده‌اند. برخی از زاوه ای‌ها اعتقاد دارند زاوه همان سبای بلقیس است و اعتقاد به این دارند که سلیمان بن داوود تخت ملکه را از این منطقه به سرزمین بنی اسراییل برده است. احتمال دارد دلیل این اعتقاد افسانه‌ای این باشد که زاوه را زوه نیز می‌توان خواند که آهنگی نزدیک به سبا دارد. اما در اینکه زاوه را در دوره‌ای شهر زو می‌نامیده‌اند تردیدی نیست.
بیهقی در خصوص نام زاوه گفته است: 
وجه تسمیهٔ آن به زاوه آن است که مدخل آن از سوی هر یک از شعبها مشتمل است بر ۲۲۰ قریه و بسیاری از قریه‌های آن به «رخ» و «ربعالشامات» تبدیل یافته و قصبهٔ آن بیشک است. ازاین جا است محمدبن احمدبن مثنی بن سعید زاوهی.

زاوه را در زمانی زاوه سنجان نیز می‌گفته‌اند. چنین است که حمدالله مستوفی در جایی از کتابش گفته است:
از مشهد تا زاوهٔ سنجان ۱۵ فرسنگ است و قطب الدین حیدر در زاوه است و شاه سنجان